# Janne Lahtela
Janne Lahtela, född den 28 februari 1974 i Kemijärvi, Finland, är en finländsk freestyleåkare.
Han tog OS-silver i herrarnas puckelpist i samband med de olympiska freestyletävlingarna 1998 i Nagano.
Därefter tog han OS-guld i herrarnas puckelpist i samband med de olympiska freestyletävlingarna 2002 i Salt Lake City.